# Dávkové zpracování
Dávkové zpracování je vykonávání série programů (tzv. dávek) na počítači bez účasti uživatele. Dávky jsou připraveny předem, takže mohou být zpracovány předány bez účasti uživatele. Všechna vstupní data jsou předem připravena v souborech (skriptech) nebo zadána pomocí parametrů na příkazovém řádku. Dávkové zpracování je opakem interaktivního zpracování, kdy uživatel až teprve za běhu programu poskytuje požadované vstupy.

## Výhody dávkového zpracování
- sdílení zdrojů počítače mezi mnoha uživateli a programy
- odložení zpracování dávek do doby, kdy je počítač méně vytížen
- odstranění prodlev způsobeným čekáním na vstup od uživatele
- maximalizace využití počítače zlepšuje využití investic (zejména u dražších počítačů)

## Historie
Dávkové zpracování je už od prvních okamžiků počítačové vědy spojeno se sálovými počítači (mainframe) kolem roku 1950. Protože byly počítače velmi nákladné, bylo dávkové zpracování jediným možným hospodárným způsobem jejich využití. Interaktivní uživatelská rozhraní s textovým nebo grafickým tehdy nebyla příliš rozšířena, protože počítače byly pomalé, neměly vhodné grafické periferie a měly podstatně menší množství operační paměti než dnes (řádově jednotky až stovky kB), z těchto důvodů také nebyly schopny ani zpracovávat více programů najednou (multitasking).

## Využití v současnosti
Dávkové zpracování je přes svoji historii velmi populární jak v prostředí unixových systémů, tak v prostředí Microsoft Windows. Unixové systémy využívají pro psaní dávek skriptovací jazyky (různé shelly, Perl, Python, …). DOSové systémy disponovaly jednoduchým systémem pro vytváření dávkových souborů v rámci interpretu COMMAND.COM (tzv. bat soubory) . Systémy Windows NT obsahují mírně pokročilejší cmd.exe, v současnosti pak Windows Script Host a pokročilý Windows PowerShell.

### Plánování úloh
V unixových systémech se pro spouštění dávek v naplánovaném čase využívají služby at a cron. Systémy Microsoft Windows využívají program plánovač úloh. Plánování úloh se používá i ve výpočetních clusterech pro maximalizaci jejich využití.

### Tisk
Při tisku dokumentů se s výhodou používá dávkového zpracování, kdy jsou úlohy určené k tisku zařazovány do fronty. Operátor tiskové fronty může určit zařízení (na kterém bude proveden tisk), čas (kdy bude tisk proveden) a prioritu tisku.

### Databáze
Pro efektivní transakční zpracování v databázových aplikacích se využívají naplánované dávky, které jsou opakem online zpracování (OLTP).